# 뱌체슬라프 시티로프

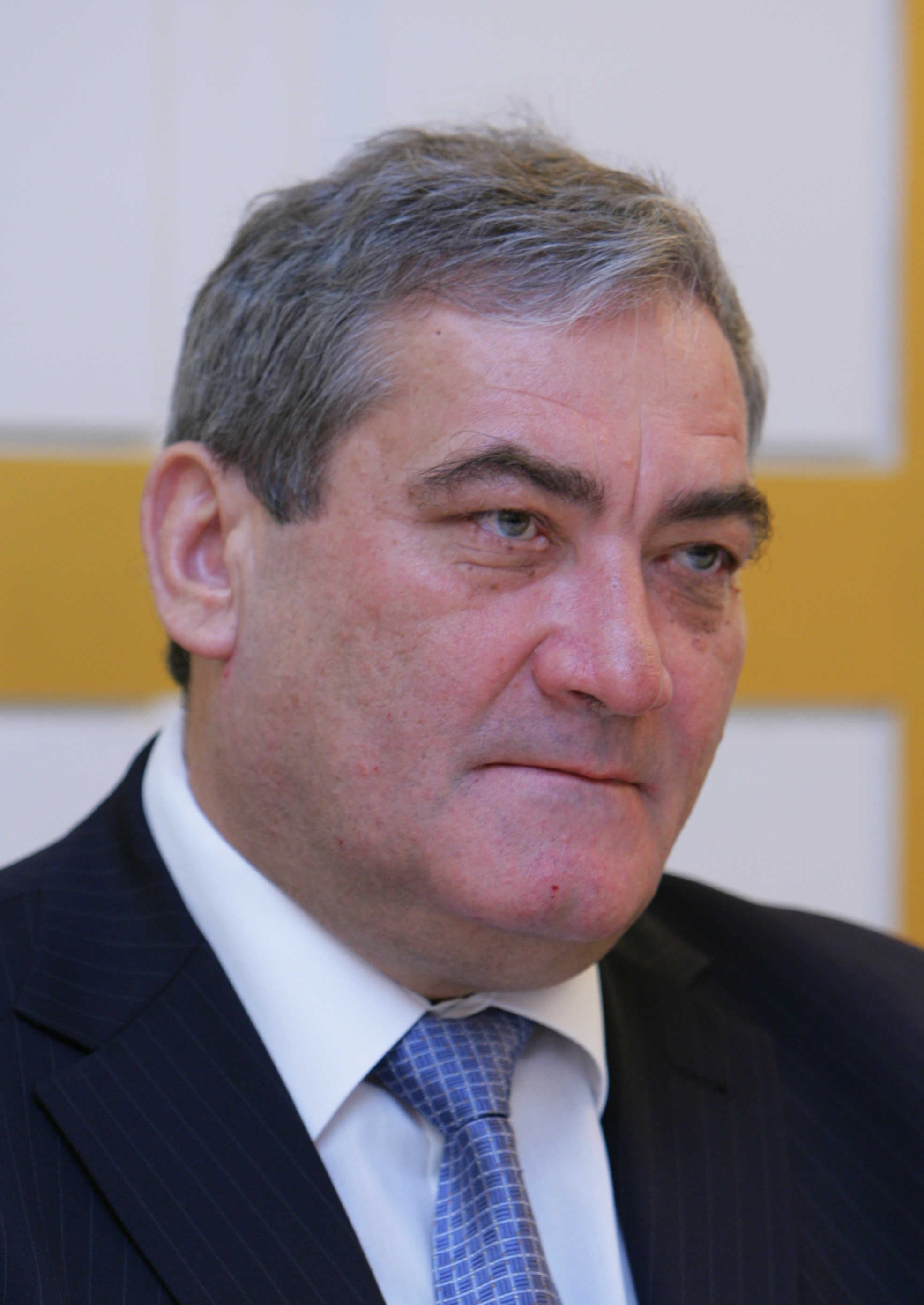

뱌체슬라프 아나톨례비치 시티로프(러시아어: Штыров, Вячеслав Анатольевич, 1953년 5월 23일 - )는 사하 공화국의 대통령이다. 2002년 1월 27일에 59%의 득점으로 대통령으로 당선되었다.